# Harlekinsæl
Harlekinsælen (Histriophoca fasciata) er en mellemstor ægte sæl, der lever i det nordlige Stillehav, især Beringshavet og det Okhotske Hav, hvor den om vinteren findes i pakisen. De voksne sæler, især hannerne, er umiskendelige med to hvide striber og to hvide ringe på den mørkebrune eller sorte baggrund.